# BeeJay Lee
Bernard „BeeJay“ Robert Lee, Jr. (* 5. März 1993 in West Covina) ist ein US-amerikanischer Sprinter.

## Leben
BeeJay Lee wuchs als eines von fünf Kindern des Lagerhausleiters Bernard Lee und der Ernährungsberaterin Karen Lee in der kalifornischen Stadt West Covina auf. Dort besuchte er die West Covina High und nahm an ersten Leichtathletik-Wettkämpfen teil. Nachdem er zunächst Kommunikation und Journalismus an der University of New Mexico studiert hatte, wechselte er 2013 an die University of Southern California und lief dann für die USC Trojans.

## Karriere
Bei den Panamerikanischen Spielen 2015 in Toronto wurde er Sechster über 100 m, Achter über 200 m und siegte mit dem US-amerikanischen Team in der 4-mal-100-Meter-Staffel.

## Persönliche Bestzeiten
- 60 m (Halle): 6,61 s, 28. Februar 2015, Seattle
- 100 m: 9,99 s, 25. Juni 2015, Eugene
- 200 m: 20,11 s, 28. Juni 2015, Eugene
  - Halle: 21,00 s, 7. Februar 2015, Lincoln